# قائمة البعثات الدبلوماسية في بوركينا فاسو

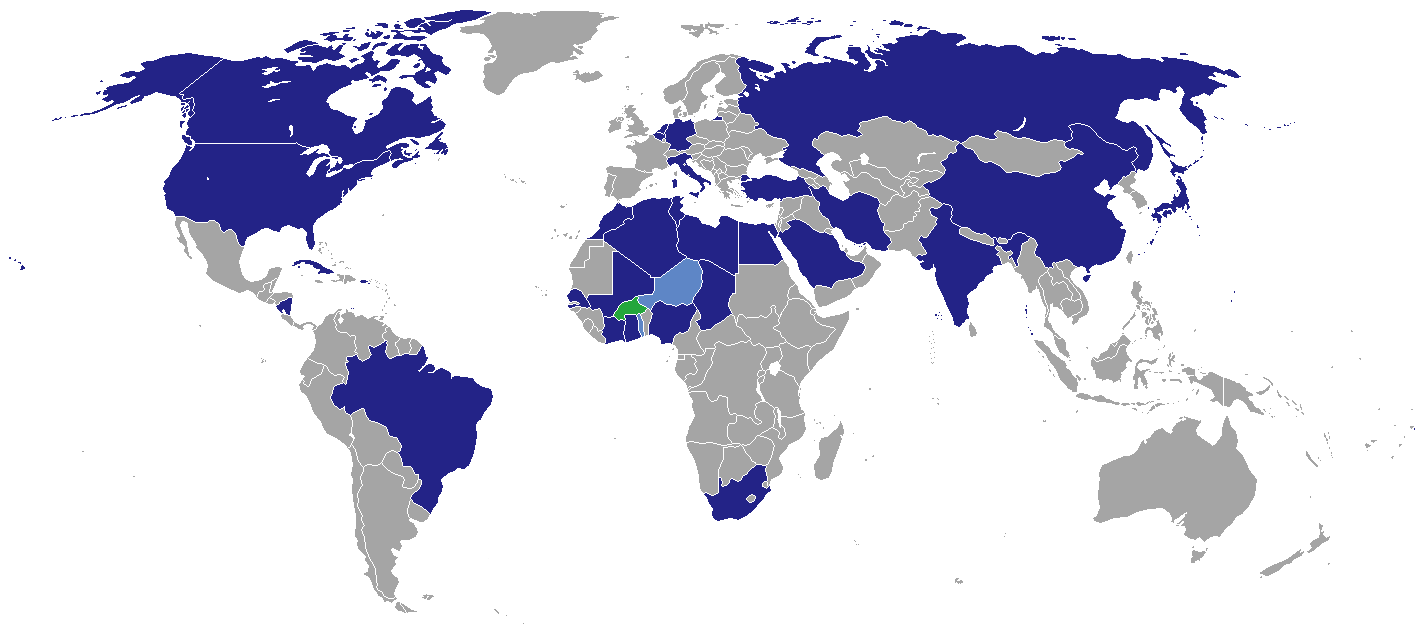
البعثات الدبلوماسية في بوركينا فاسو

هذه قائمة البعثات الدبلوماسية في بوركينا فاسو. في الوقت الحاضر، تستضيف العاصمة واغادوغو 32 سفارة. لدى العديد من البلدان الأخرى سفراء معتمدون في بوركينا فاسو، ويقيم معظمهم في أماكن أخرى في غرب إفريقيا.

## السفارات
واغادوغو
- الجزائر
- بلجيكا
- البرازيل
- كندا
- تشاد
- الصين
- كوبا
- الدنمارك
- مصر
- فرنسا
- ألمانيا
- غانا
- الكرسي الرسولي
- الهند
- إيطاليا
- ساحل العاج
- اليابان
- ليبيا
- لوكسمبورغ
- مالي
- المغرب
- هولندا[1]
- نيجيريا
- السعودية
- السنغال
- جنوب إفريقيا
- فرسان مالطا
- السودان
- السويد
- تونس
- تركيا
- الولايات المتحدة

## القنصليات

### القنصلية العامة في واغادوغو
- النيجر

## وظائف أخرى في واغادوغو
- الاتحاد الأوروبي (وفد)

## السفارات غير المقيمة
- ألبانيا (الجزائر (مدينة))
- أفغانستان (باريس)
- أنغولا (لاغوس)
- الأرجنتين (أبوجا)[2]
- أستراليا (أكرا)[3]
- النمسا (داكار)
- بنغلاديش (دكار)
- بيلاروس (موسكو)
- البحرين (الجزائر)
- بنين (أكرا)
- بوتسوانا (أبوجا)
- جمهورية إفريقيا الوسطى (أبيدجان)
- الكونغو (أبيدجان)
- الكاميرون (أبيدجان)
- الرأس الأخضر (دكار)
- كوستاريكا (باريس)
- كولومبيا (أكرا)
- كرواتيا (الرباط)[4]
- قبرص (طرابلس)
- التشيك (أكرا)
- الدنمارك (أكرا)
- جمهورية الكونغو الديمقراطية (أبيدجان)
- دومينيكا (لندن)
- غينيا (لاغوس)
- إثيوبيا (أبيدجان)
- الإكوادور (الجزائر (مدينة))
- ولايات ميكرونيسيا المتحدة (نيويورك)
- فنلندا (أبوجا)[5]
- الغابون (أبيدجان)
- غامبيا (دكار)
- اليونان (أبوجا)[6]
- غينيا (باماكو)
- هايتي (باريس)
- المجر (لاغوس)
- إندونيسيا (أبوجا)[7]
- Iran (أكرا)
- العراق (بماكو)
- آيسلندا (باريس)
- إسرائيل (أبيدجان)
- الأردن (الجزائر)
- كينيا (أكرا)
- الكويت (دكار)
- قرغيزستان (بروكسل)
- لبنان (أبيدجان)
- لاوس (باريس)
- ليبيريا (أبيدجان)
- جزر المالديف (لندن)
- مدغشقر (دكار)
- جزر مارشال (نيويورك)
- ماليزيا (دكار)
- موريتانيا (بماكو)
- المكسيك (أبوجا)[8]
- النرويج (أبيدجان)
- نيكاراغوا (داكار)
- ناورو (نيويورك)
- نيوزيلندا (القاهرة)
- عُمان (الجزائر)
- باكستان (أبوجا)
- فلسطين (بماكو)
- الفلبين (أبوجا)
- البرتغال (دكار)
- بولندا (الجزائر)[9]
- بيرو (الجزائر (مدينة))
- بنما (باريس)
- قطر (باماكو)
- رومانيا (دكار)
- روسيا (أبيدجان)
- رواندا (أبيدجان)
- صربيا (نيويورك)[10]
- سلوفاكيا (Abuja)[11]
- جنوب إفريقيا (أبيدجان)
- سيراليون (أكرا)
- كوريا الجنوبية (أبيدجان)
- إسبانيا (أبيدجان)
- السودان (لاغوس)
- سويسرا (أبيدجان)
- سوريا (لاغوس)
- تايلاند (دكار)
- تنزانيا (أبوجا)[12]
- توغو (أكرا)
- تونس (بماكو)
- تركمانستان (باريس)
- طاجيكستان (القاهرة)
- تايوان (باريس)
- أوكرانيا (موسكو)
- الإمارات العربية المتحدة (أبوجا)
- المملكة المتحدة (أكرا)
- أوزبكستان (باريس)
- فيتنام (الرباط)
- اليمن (الجزائر)